# 科約特韋爾斯 (加利福尼亞州)
科約特威爾斯（英語：Coyote Wells）是位於美國加利福尼亞州因皮里爾縣的一個非建制地區。該地的面積和人口皆未知。

## 地理
科約特威爾斯的座標為32°44′19″N 115°58′03″W / 32.73861°N 115.96750°W，而該地的平均海拔高度為91米（即299英尺）。